# Убирия, Вахтанг Шалвович
Вахтанг (Вахтанги) Шалвович Убирия (укр. Вахтангi Шалвович Убірiя; 22 августа 1950, Очамчира — 22 марта 2021) —  советский тяжелоатлет и украинский бизнесмен, политический и государственный деятель абхазского происхождения. Имел отношения с криминальным миром.

## Биография
Родился 22 августа 1950 года в городе Очамчира Абхазской АССР.
Свою юность провел в Киеве. Со школы увлекался тяжелой атлетикой (штанга). Окончил Киевский техникум транспортного строительства. Уже будучи ветераном, был участником чемпионатов Украины, Европы и мира по тяжелой атлетике; Президент клуба ветеранов тяжелой атлетики. Тренировался у знаменитого тяжелоатлета Цезаря Весловуцкого.
После службы в Советской армии работал мастером и старшим мастером в киевском Автотранспортном предприятии № 09104. С 1989 года занялся предпринимательской деятельностью, открыв и возглавив несколько кооперативов в Киеве. В 1992 году при содействии криминального авторитета Семёна Могилевича, был назначен в государственную администрацию железнодорожного транспорта Украины — «Укрзалізницю», где ведал закупками топлива. Был полномочным представителем «Укрзалізницi» в Чехословакии, после чего находился на руководящих должностях в системе «Укрзалізницi».
В 1993 году Убирия стал заместителем председателя совета акционеров «Экспресс-банка», созданного для управления финансовыми потоками «Укрзалізницi». Затем занялся партийной деятельностью и как один из партийных лидеров в 1994 году был приглашен в США, где провёл несколько лет и смог стать почётным гражданином города Далласа и штата Висконсин. Вернувшись на Украину, в 1998 году баллотировался в Верховную Раду, избран не был. Работал директором пляжа Киевского комбината благоустройства. В декабре этого же года принимал участие в похоронах бизнесмена Михаила Токара, расстрелянного в Ужгороде.
В 2002 году Вахтанг Шалвович вступил в личные и деловые отношения с главой НАК «Нафтогаз Украины» Юрием Бойко. Они стали главными исполнителями интриги Могилевича по вытеснению из бизнеса компании «Итера», которая поставляла на Украину природный газ, а также была оператором по транзиту российского газа в Европу через территорию Украины. Вновь баллотировался в Верховную Раду, и вновь не прошёл в неё. В апреле 2005 года он был назначен заместителем мэра города Одесса.
В июне 2010 года Убирия стал известен после того, как пригрозил журналистам пистолетом, выстрелив из него в воздух. Был взят милицией под стражу; в его отношении было возбуждено уголовное дело по признакам ч. 4 ст. 296 УК Украины (хулиганство). Убирия сразу же лег в больницу с диагнозом сердечной недостаточности и повышенного артериального давления. 21 июня в СМИ появились ошибочные сообщения о его смерти. Суд признал Вахтанга Убирия виновным, но одесский чиновник попал под амнистию. После этого достоверных сведений об Убирия нет, по некоторым данным он скрылся в Израиле.
Был награждён грузинским орденом Чести..